# Mangifera merrillii
Mangifera merrillii är en sumakväxtart som beskrevs av Mukherjee. Mangifera merrillii ingår i släktet Mangifera och familjen sumakväxter. Inga underarter finns listade i Catalogue of Life.